# Staufenkopf (Grafenhausen)
Der Staufenkopf ist ein 1038,2 m ü. NHN hoher Berg im Südschwarzwald westlich von Staufen bei Grafenhausen im baden-württembergischen Landkreis Waldshut. Im Südwesten des Staufenkopfs befindet sich die Schwarzatalsperre. Auf dem Gipfel des Staufenkopfs befindet sich ein Fernmeldeturm aus Stahlbeton. Der Staufenkopf stellt den zweithöchsten Punkt einer Bergkette mit dem Namen Brendener Berg dar.